# Två killar och en tjej
Två killar och en tjej är en svensk komedifilm från 1983, regisserad av Lasse Hallström.

## Handling
Tre vänner som inte setts på sjutton år återförenas och har mycket att berätta om vad som hänt under tiden. Filmen följer vännerna en tid därefter för att sedan förflyttas ytterligare tjugo år framåt i tiden och vad som hänt då.

## Om filmen
Filmen premiärvisades 25 mars 1983. Filmen blev Pia Greens långfilmsdebut. Hon kom från TV-ensemblen där hon medverkat i ett flertal TV-teateruppsättningar.

## Rollista i urval
- Magnus Härenstam - Klasse Wallin
- Lars "Brasse" Brännström - Thomas Bengtsson, tandläkare
- Pia Green - Anna Wallin, operasufflös och Klasses före detta
- Ivan Oljelund - Erik Bengtsson, Thomas son
- Lars Amble - Fredrik Wahlgren, en gammal studentkamrat
- Ann-Cathrine Fröjdö - Lena, Klasses nya
- Gösta Engström - en gammal studentkamrat
- Ewa Fröling - läkare på akutmottagningen
- Svea Holst - en äldre patient hos Thomas
- Kerstin Nerbe - operaregissören
- Stefan Grudin - en gammal studentkamrat
- statister ur ensemblerna vid Kungliga Teatern och Folkoperan